# Ska du säga!
Ska du säga! (originaltitel What I Like About You) är en amerikansk situationskomedi (TV-serie). Den serie som ursprungligen sändes mellan 2002 och 2006 på WB Network med totalt fyra säsonger och 86 avsnitt. I Sverige sändes serien på Kanal 5 2003-2007.

## Rollista
- Amanda Bynes - Holly Tyler
- Jennie Garth - Valerie Tyler
- Wesley Jonathan - Gary Thorpe
- Leslie Grossman - Lauren
- Nick Zano - Vince